# Pierre Derenne
Pour les articles homonymes, voir Derenne.

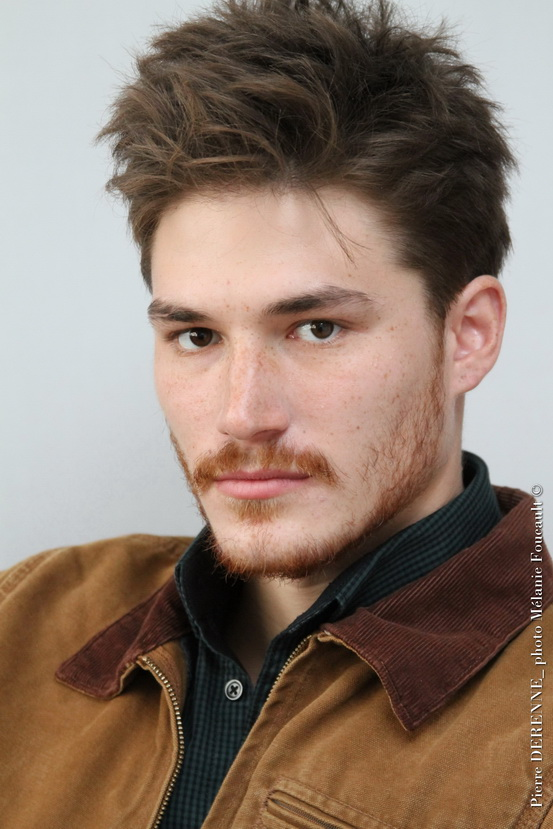

Pierre Derenne, né le 17 décembre 1989, est un acteur français.

## Filmographie

### Cinéma
- 2003 : Les Fautes d'orthographe de Jean-Jacques Zilbermann : élève de 4e
- 2005 : Les Aiguilles rouges de Jean-François Davy : Éric
- 2006 : La Môme d'Olivier Dahan : P'tit Louis
- 2009 : Réfractaire de Nicolas Steil : Albert
- 2011 : Ma compagne de nuit d'Isabelle Brocard et Hélène Laurent : Benjamin
- 2013 : Les Garçons et Guillaume, à table ! de Guillaume Gallienne : le frère aux cheveux raides
- 2015 : Cerise de Jérôme Enrico : Matt / Kyril
- 2018 : Atomic Ed de Nicolas Hugon (court métrage) : Mark

### Télévision
- 2005 : Le Cri (mini-série) : Paul à 16 ans
- 2006 : P.J. – saison 18, épisode 1 : Hugo
- 2007 : Chez Maupassant – épisode « Aux champs » : Jean Vallin
- 2007 : La vie sera belle (téléfilm) : Pierre Grellier
- 2009 : Pigalle, la nuit (mini-série) : Guillaume
- 2009 : Panique ! (téléfilm) : Arthur
- 2010 : 4 garçons dans la nuit (téléfilm) : Nicolas
- 2011 : Section de recherches – épisode « Vacances mortelles » : Guillaume
- 2013 : À corde tendue (téléfilm) : Bruno

## Théâtre
- 2013-2014 : Gouttes dans l'océan de Fassbinder à la Folie Théâtre (Paris XIe) : Franz